# Баяннуур (Булган)
Баяннуур (монг. Баяннуур) — сомон аймака Булган, Монголия.
Центр сомона — посёлок Ульзийт находится в 180 километрах от города Булган и в 200 километрах от столицы страны — Улан-Батора.
Есть школа, больница, культурные и торговые центры.

## Сельское хозяйство
Поголовье скота составляет более 33 тысяч голов.

## География
На большей части территории сомона простираются долины Шар тал (рус. Жёлтая степь), Бор Булган, Их Цагаан тал. Через северную часть протекает река Туул. Водятся волки, лисы, тарбаганы, зайцы, корсаки.
Климат резко континентальный. Средняя температура января -21°С, июля +20°С. Годовая норма осадков составляет 220—240 мм.